# Diego Milán
Diego Milán Jiménez (* 10. Juli 1985) ist ein spanisch-dominikanischer Radrennfahrer.
Diego Milán begann seine Karriere 2006 bei dem spanischen Continental Team Grupo Nicolas Mateos. In seiner ersten Saison entschied er eine Etappe der Vuelta a Madrid für sich. Außerdem wurde er eine Woche später Dritter beim Clásica Memorial Txuma. Bei den Straßen-Radweltmeisterschaften 2006 in Salzburg belegt Milan den 15. Platz im U23-Straßenrennen.
Am 6. August 2016 startete Milán für die Dominikanische Republik im Straßenrennen der Olympischen Spiele in Rio de Janeiro, konnte es aber nicht beenden. In den folgenden Jahren gelangen ihm mehrere Etappenerfolge, wie etwa bei der Vuelta a La Rioja (2008), der Tour de Beauce (2013) sowie der Tour de Guadeloupe (2013 und 2014). 2013 und 2014 wurde er zudem dominikanischer Straßenmeister.

## Erfolge
2006
- eine Etappe Vuelta a Madrid

2008
- eine Etappe Vuelta a La Rioja
- eine Etappe GP Paredes Rota dos Moveis

2012
- zwei Etappen Vuelta a la Independencia Nacional

2013
- eine Etappe Tour de Beauce
- Dominikanischer Meister – Straßenrennen
- zwei Etappen Tour de Guadeloupe

2014
- eine Etappe Tour de Guadeloupe
- Dominikanischer Meister – Straßenrennen

2016
- Sprintwertung Asturien-Rundfahrt

2017
- Punktewertung und Bergwertung Tour de Guadeloupe

2019
- eine Etappe Tour de Beauce

## Teams
- 2006–2007 Grupo Nicolas Mateos
- 2008–2009 Acqua & Sapone-Caffè Mokambo
- 2010 Areperos
- 2011 Caja Rural
- 2012 Aro & Pedal-Inteja
- 2013 Inteja (bis 30.06.)
- 2013 Differdange-Losch (ab 01.07.)
- 2014 Differdange-Losch
- 2015 Inteja-MMR
- 2016 Inteja-MMR
- 2017 Inteja-Dominican Cycling Team
- 2018 Inteja-Dominican Cycling Team
- 2019 Inteja Imca Ridea DCT